# Tulpspitze
Tulpspitze (tyska: Der Tulp'm) är en bergstopp i Österrike.   Den ligger i distriktet Lienz och förbundslandet Tyrolen, i den centrala delen av landet, 300 km väster om huvudstaden Wien. Toppen på Tulpspitze är 2 950 meter över havet.
Terrängen runt Tulpspitze är huvudsakligen mycket bergig. Runt Tulpspitze är det ganska glesbefolkat, med 26 invånare per kvadratkilometer.. Närmaste större samhälle är Matrei in Osttirol, 14,1 km öster om Tulpspitze. 
Trakten runt Tulpspitze består i huvudsak av gräsmarker.